# مسجد مشهور جوسوب
مسجد مشهور جوسوب (بالإنجليزية: Mashkhur Jusup Mosque) هو مسجد يقع في وسط مدينة بافلودار بكازاخستان وهو أحد أكبر المساجد في كازاخستان.

## التاريخ
تم افتتاحه في عام 2001 ويتسع لـ 1500 مصلي.  سمي المسجد على اسم الشاعر والمؤرخ الكازاخستاني مشهور جوسوب.

## الوصف
قاعدة مبنى المسجد مبنية على شكل نجمة مثمنة الشكل قطرها 48 مترًا في 48 مترًا، ارتفاع مآذن المسجد 63 مترًا، القبة الرئيسية الزرقاء يبلغ ارتفاعها 54 مترًا، وتبلغ مساحة المسجد 7240 متراً مربعاً، ويتكون المبنى من طابقين والقباب مصنوعة من المعدن.
الثريا الكريستالية تحتوي على 434 مصباحًا تزين داخل المسجد، وقد تم تصنيعها في طشقند.